# Ligne Gunchū
La ligne Gunchū (郡中線, Gunchū-sen) est une ligne ferroviaire de la compagnie Iyo Railway (Iyotetsu) située dans la préfecture d'Ehime au Japon. Elle relie la gare de Matsuyama City à Matsuyama à la gare du port de Gunchū à Iyo.

## Histoire
La ligne est ouverte le 4 juillet 1896 entre l'actuelle gare de Matsuyama City et Gunchū. Elle est prolongée au port de Gunchū en 1939.

## Caractéristiques

### Ligne
- longueur : 11,3 km
- écartement des voies : 1 067 mm
- électrification : 750 Vcc par caténaire
- nombre de voies : voie unique

### Liste des gares
La ligne comporte 12 gares. 
| Numéro | Gare                      | Nom japonais | Distance (km) | Correspondances                                                   | Localisation |
| ------ | ------------------------- | ------------ | ------------- | ----------------------------------------------------------------- | ------------ |
| IY10   | Matsuyama City            | 松山市       | 0             | Iyotetsu : Takahama, Yokogawara Tramway de Matsuyama : 1, 2, 3, 6 | Matsuyama    |
| IY25   | Dobashi                   | 土橋         | 0,7           |                                                                   | Matsuyama    |
| IY26   | Doida                     | 土居田       | 2,2           |                                                                   | Matsuyama    |
| IY27   | Yōgo                      | 余戸         | 3,5           |                                                                   | Matsuyama    |
| IY28   | Kamata                    | 鎌田         | 4,2           |                                                                   | Matsuyama    |
| IY29   | Okada                     | 岡田         | 5,6           |                                                                   | Masaki       |
| IY30   | Koizumi                   | 古泉         | 6,6           |                                                                   | Masaki       |
| IY31   | Masaki                    | 松前         | 7,9           |                                                                   | Masaki       |
| IY32   | Jizōmachi                 | 地蔵町       | 8,6           |                                                                   | Masaki       |
| IY33   | Shinkawa                  | 新川         | 9,5           |                                                                   | Iyo          |
| IY34   | Gunchū                    | 郡中         | 10,7          |                                                                   | Iyo          |
| IY35   | Port de Gunchū (Gunchūkō) | 郡中港       | 11,3          | JR Shikoku : Yosan (à Iyoshi)                                     | Iyo          |